# Kampania walki z czterema plagami

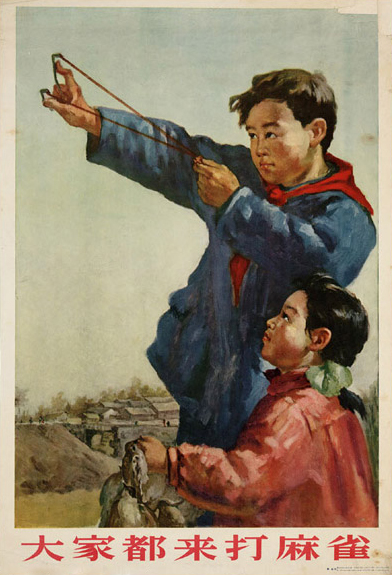
Chiński plakat zachęcający dzieci do zabijania wróbli za pomocą procy

Zwalczanie czterech plag – kampania społeczno-polityczna wprowadzona w życie w Chińskiej Republice Ludowej w latach 1958–1962, będąca jednym z elementów wielkiego skoku, polegająca na tępieniu szczurów, wróbli, komarów i much, celem podniesienia poziomu higieny w Chinach. 
Najbardziej kontrowersyjnym jej elementem była kampania tępienia wróbli (打麻雀运动), które według komunistycznych władz miały wyjadać ziarno na zasiewy. W efekcie miliony Chińczyków w całym kraju zaczęły tępić te ptaki, przez co na polach rozpleniły się owady (głównie szarańcza), które były dotąd zjadane przez wróble. Szkodniki zniszczyły plony, co przyczyniło się do powiększenia panującej wówczas w Chinach klęski głodu, która w okresie całego wielkiego skoku pochłonęła 20–40 milionów istnień. W 1960 roku zamiast wróbli zaczęto eksterminować pluskwy, a dwa lata później kampania została zakończona.

## Przebieg
Kampanię planowano od 1956 roku w Ministerstwie Zdrowia. Ogłoszono ją w dokumencie „Wskazówki o zwalczaniu czterech plag i dyskusji nad higieną” (《关于除四害讲卫生的指示》) z 12 lutego 1958 roku sygnowanym przez Komitet Centralny Komunistycznej Partii Chin oraz Radę Państwa. W dokumencie zalecano zwalczanie szczurów, wróbli, komarów i much.

Wytyczne kampanii powtórzył Komitet Centralny w sygnowanym przez Mao Zedonga w dokumencie „Decyzja w sprawie kontynuowania kampanii zwalczania czterech plag” (《关于继续开展除四害运动的决定》) z 29 sierpnia 1958 roku, w którym postanowiono: 

zwiększanie higieny i eliminowanie zagrożeń chorobowych poprzez zwalczanie czterech plag to ważny krok na drodze ku wzmocnieniu kondycji mas, ochronie siły roboczej i podnoszeniu wydajności sił produkcyjnych. (...) Kampanię tę należy kontynuować do wyeliminowania w kraju wszystkich szczurów, wróbli, much i komarów.

Do udziału w kampanii zachęcano wszystkich. Przykład mieli dawać sekretarze partii komunistycznej wszystkich szczebli. Głównymi wykonawcami kampanii mieli być chłopi, ale przeprowadzono ją również w miastach.
Wróble zwalczano odpędzając je ze wszystkich miejsc, gdzie ptaki te próbowały odpocząć. Niszczono ich gniazda, zabijano z proc i broni palnej. Do odpędzania używano kolorowych szmat oraz bębnów, garnków, patelni – wszystkiego, co pozwalało wywołać hałas. Kwadrans zgiełku wystarczał, żeby przeciętny ptak padł z wycieńczenia. Taki hałas przez kilka dni musieli znosić pracownicy ambasady Polski Ludowej w Pekinie, bo wróble chroniły się na terenie placówki, a uczestnicy kampanii nie mogli wtargnąć poza ogrodzenie. Padłe zwierzęta wiązano w długie łańcuchy, które tryumfalnie obwożono na ciężarówkach w asyście aktywistów, megafonów i propagandowych sloganów.
Wybijanie wróbli przyniosło fatalne skutki w rolnictwie, bo przyczyniło się do plagi szarańczy, a ta – do wielkiego głodu, który pochłonął miliony istnień. W 1960 roku podjęto decyzję o zaprzestaniu polowania na wróble i skoncentrowano się na tępieniu pluskiew. Poinformował o tym Mao Zedong w dokumencie Komitetu Centralnego z marca 1960 roku, zatytułowanym Wskazówki o pracy nad higieną (《关于卫生工作的指示》　).
Wybijanie innych szkodników miało podobny przebieg jak wybijanie wróbli i przyniosło pewne korzyści. Kampanię zakończono w 1962 roku.

## Tło kulturowe
Chociaż pomysł eliminacji wróbli często cytowany jest przez historyków jako jaskrawy przykład szaleństwa komunistycznej dyktatury (w społeczeństwie totalitarnym z powodu braku wolności słowa nikt nie mógł zakwestionować racjonalności decyzji rządu), jednak ukazywanie go w tym kontekście jest znacznym uproszczeniem. Zdaniem historyków tego rodzaju zwalczanie szkodników w kolektywistycznych społeczeństwach Dalekiego Wschodu ma niewiele wspólnego z komunizmem. 

Na przykład na początku lat 40. XX wieku tego typu akcje zarządzono w okupowanej przez Japonię Mandżurii. Pisarka Jung Chang wspomina, że w 1944 roku: 

Odbywały się długotrwałe akcje łapania much i szczurów. Uczniowie musieli odcinać szczurze ogony, pakować do kopert i zanosić na policję. Muchy trzeba było wkładać do butelek. Policja liczyła każdy szczurzy ogon i każdą muchę.

 

Podobnie było w obozie Cihapit w Bandungu, gdzie Japończycy zgromadzili holenderską ludność okupowanej Indonezji. Jedna z kobiet, która była wówczas 11-letnią dziewczynką, wspominała: 

Ponieważ miałam więcej niż 10 lat, Japończycy nalegali, bym spędzała półtorej godziny dziennie sprzątając ulice z innymi dziewczynkami w moim wieku (...) Każdego dnia każda z nas musiała dostarczyć dziesięć martwych much. Tak nakazali Japończycy.

Pewne podobieństwa – w sensie kulturowym – do chińskiej kampanii zwalczania wróbli nosiła kampania zwalczania wron zainicjowana w Tokio w 2001 roku przez burmistrza Shintarō Ishiharę. Ptaki te – żerujące masowo przy śmietnikach, a nawet atakujące ludzi – zwalczano poprzez niszczenie ich gniazd oraz zastawianie pułapek przy wydatnej pomocy obywateli. Kontrowersje wywołał pomysł burmistrza, który jeszcze przed kampanią proponował, żeby z mięsa odłowionych wron piec ciasteczka. Jego rzecznik tłumaczył później, że Ishihara tylko żartował.